# Anna Johanna Maria Teding van Berkhout
Anna Johanna Maria Teding van Berkhout  (Haarlem, 1 maart 1833 – Haarlem, 26 juli 1909) was grondlegster van het Diaconessenhuis in Haarlem en initiatiefneemster van de zorg voor epilepsiepatiënten in Nederland. 
Anna is de dochter van Jan Pieter Teding van Berkhout (1786-1856), jurist, o.a. belastingontvanger en lid van de Raad van Haarlem, en Anna Madelaine Henriette de Bosset (1793-1869). Anna Teding van Berkhout bleef ongehuwd.
Anna was derde van vijf kinderen van jonkheer Jan Pieter Teding van Berkhout en diens tweede vrouw, Anna Madelaine Henriette de Bosset. Samen met haar ouders en haar broer Hendrik (1830-1904) woonde ze ’s winters in het Haarlemse stadshuis aan de Nieuwe Gracht en zomers op het buiten Aelbertsberg in Bloemendaal. Na een levensbedreigende ziekte en de berichten over de Frans-Duitse Oorlog (1870-1871) besloot ze haar leven te wijden aan de verzorging van anderen. Ze volgde daarom een cursus ziekenverpleging en verbandleer bij het Rode Kruis. Niettegenstaande haar hoge positie als freule deed ze korte tijd praktijkervaring op in het Stedelijk Gasthuis te Den Haag.

## Ziekenverpleging
Als lid van het Haarlemse comité voor ziekenverpleging werd ze in 1873 benoemd tot regentes van het Haarlemse St. Elisabeth Gasthuis. Haar kritische houding maakte echter dat ze zich teleurgesteld uit het bestuur terugtrok. Door de maatschappelijk bewogen Réveildominee Ottho Gerhard Heldring raakte ze begaan met het lot van ‘epileptischen’ in Nederland. 
In 1874 begon zij in een groot pand op de Nieuwe Gracht in Haarlem een inrichting voor ziekenverpleging die uitgroeide tot een diaconessenhuis.
In 1879 moest ze echter een meisje dat leed aan de 'vallende ziekte’ voor verdere verpleging naar Bielefeld brengen. Daarbij raakte ze overtuigd dat dit soort patiënten hier verpleegd zouden moeten worden. Achter in de tuin op de Nieuwe Gracht liet zij daartoe een bescheiden huisje bouwen met de naam ‘Zoar’. Hierin was plaats voor acht vrouwelijke epileptici. Door de grote toeloop van patiënten richtte ze eind december 1881 de Christelijke Vereniging voor Verpleging van Lijders aan Vallende Ziekte op.

## Diaconessenhuis
In de jaren daarna werden ook de panden Bethesda en Sarepta gebouwd en buitenplaats Meer en Bosch in Heemstede werd aangekocht. Door de toenemende eisen voor hygiëne en chirurgische behandeling voldeed het huis voor de Ziekenverpleging op de Nieuwe Gracht niet meer aan de eisen. Op een terrein aan de Haarlemse Hazepaterslaan werd daarom een nieuw ziekenhuis gebouwd dat ook als opleidingsinstituut voor diaconessen dienstdeed. In 1891 trok de freule zich terug als bestuurslid van de Vereniging ten behoeve van de zorg voor epileptici. Als erelid bleef zij bestuurslid van het Diaconessenhuis. In 1907 woonde zij nog de viering van het 25-jarig bestaan van de Vereniging bij. In 1909 liet zij haar vermogen grotendeels na aan haar stichtingen en personeelsleden. De zorg voor epileptische patiënten ging later op in de Stichting Epilepsie Instellingen Nederland (SEIN).